# Bobovo pri Ponikvi
Bobovo pri Ponikvi je naselje v Krajevni skupnosti Ponikva v Občini Šentjur. Po podatkih iz 2020 naselje šteje 71 prebivalcev.